# Propagandhi/F.Y.P
Propagandhi/F.Y.P is een spit-ep van de punkbands Propagandhi en F.Y.P. Het werd uitgegeven in 1995 door Recess Records. Het nummer "Letter of Resignation" van Propagandhi is in feite een akoestisch nummer van bassist John K. Samson die zingt en gitaar speelt. Samson nam het nummer later nog een keer op met zijn nieuwe band The Weakerthans, en het nummer verscheen in 1997 op het debuutalbum van de band, Fallow.

## Nummers
1. Propagandhi - "Letter of Resignation"
2. F.Y.P - "Mate Like Porcupines"
3. F.Y.P - "Dinky Bossetti"
4. F.Y.P - "Glamourettes"